# Vázquez de Coronado (tổng)
Vázquez de Coronado là một tổng ở tỉnh San José thuộc Costa Rica. Tổng này có diện tích 222,20 km², và dân số là 59.113 người. Thủ phủ của tổng này là San Isidro.

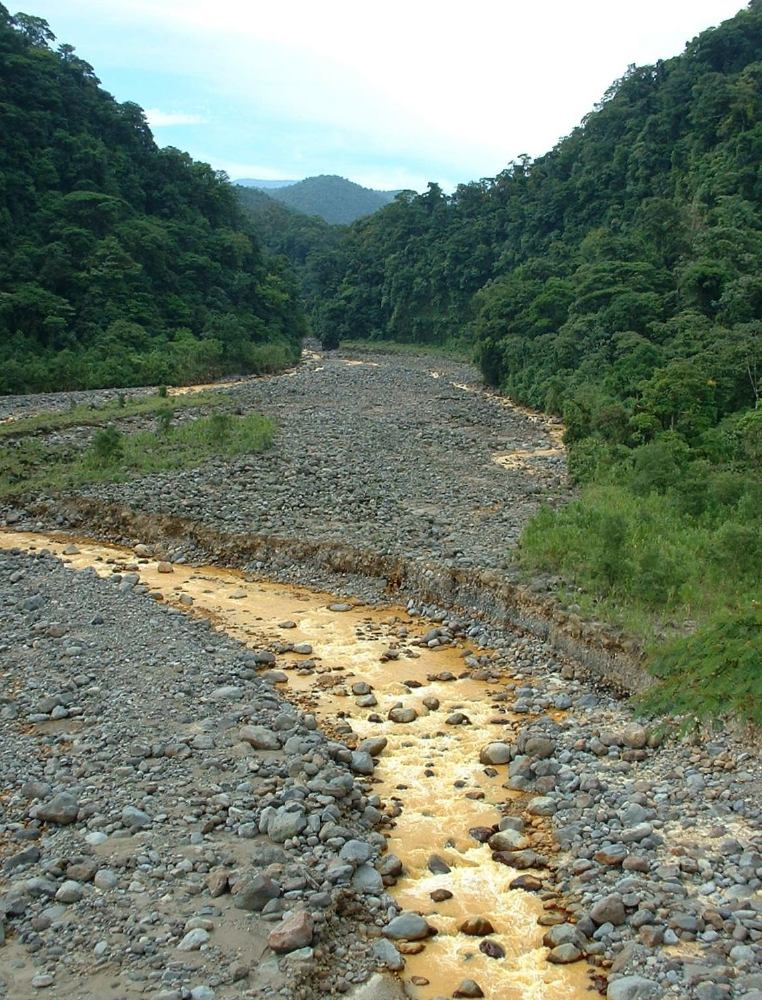
Sông Sucio ở vườn quốc gia Braulio Carrillo.

Tổng nằm ở cao nguyên ở ngoại ô San José và bao gồm một khu vực lớn của Cordillera Central và vườn quốc gia Braulio Carrillo. Sông Sucio tạo thành ranh giới phía tây còn sông Macho, sông Zurquí và sông Patria tạo thành biên giới phía đông. Mũi phía bắc là hợp lưu cua sông Sucio và Patria.
Tổng được lập theo sắc lệnh ngày 15 tháng 11 năm 1910 và được đặt tên theo toàn quyền thuộc địa đầu tiên của Tây Ban Nha ở Costa Rica.
Tổng Coronado được chia thành 5 huyện.
1. San Isidro
2. San Rafael
3. Dulce Nombre de Jesús
4. Patalillo
5. Cascajal